# Bayadera longicauda
Bayadera longicauda е вид водно конче от семейство Euphaeidae.

## Разпространение
Видът е разпространен в Индия (Сиким) и Непал.